# 娜嘉·奧爾曼
娜嘉·奧爾曼（德語：Nadja Auermann，1971年3月19日—），德國超級名模和女演員，娜嘉以一對超修長美腿所著名。
1989年娜嘉在柏林的一家咖啡館被發掘，就在同年與巴黎卡琳模特兒經紀公司簽約。1991年她從卡琳轉到精英模特管理。然後她拍攝了時尚巴黎雜誌為她拍攝的照片，並出現在貝納通服裝廣告中。1994年9月娜嘉出現在時尚雜誌和Harper's Bazaar的雜誌封面上，紐約時報稱那雙美腿的勝利類似於贏得純種賽馬的三冠王。